# Idioma mapoyo
El idioma mapoyo o wanai es un idioma Caribe que es una lengua amenazada de extinción, hablado todavía por algunas personas en la cuenca del río Suapure, muy cercano al yabarana.
El mapoyo es una lengua de tipo ergativo, como la mayor parte de lenguas caribes. Esta lengua forma parte del patrimonio cultural inmaterial incluido dentro del Patrimonio de la Humanidad en Venezuela.

## Historia
El grupo étnico mapoyo está formado por unas 400 personas y hacia 2014 solo cuatro de ellas eran hablantes competentes de la lengua mapoyo, ya que dentro de la comunidad se usa principalmente el español. Los mapoyos viven en el municipio Cedeño del estado Bolívar, en la vía que une a la población de Caicara del Orinoco y Puerto Ayacucho en el estado Amazonas.
La comunidad habita en viviendas de bahareque y palma cerca del Macizo guayanés, sus técnicas artesanales, la caza, pesca, siembra de la tierra y el manejo de la lengua mapoyo son parte importante en la conservación de su cultura.
La tradición oral de los mapoyos engloba el corpus de relatos que constituyen la memoria colectiva de este pueblo ancestral. Esta tradición está indisolublemente vinculada a un determinado número de sitios emplazados en la Guayana venezolana, a lo largo del río Orinoco, que constituyen los puntos de referencia simbólicos del territorio ancestral de este pueblo. Los depositarios de esta tradición oral narran los relatos en el transcurso de sus actividades cotidianas. El espacio simbólico que surge de esta interacción se ha convertido en un elemento fundamental de una historia viva que vincula a los mapoyos con su pasado y su territorio.
La tradición oral abarca aspectos esenciales como la estructura social, los conocimientos ancestrales, la cosmogonía y los episodios históricos que han hecho de los mapoyos participantes legítimos en el nacimiento de la República de Venezuela. Actualmente, los principales guardianes de estas tradiciones y de su simbolismo son los miembros más ancianos de la comunidad.
Sin embargo, diversos factores amenazan la transmisión de este legado a las nuevas generaciones: la emigración de los jóvenes mapoyos en busca de mejores oportunidades educativas y económicas; la expansión de las industrias mineras en sus territorios; y la influencia del sistema público de educación formal, que no promueve el uso ni el fortalecimiento de su lengua materna.  (UNESCO/BPI)
El 25 de noviembre de 2014 fue incluido en la lista de Patrimonio Cultural Inmaterial de la Humanidad, en la lista de salvaguardia urgente y es la primera lengua indígena venezolana declarada por la UNESCO.